# 網絡管理員

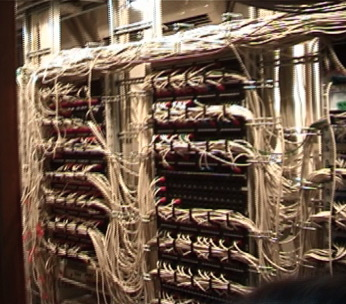
整洁网络设施

网络管理员是负责维护构成计算机网络的计算机硬件和软件的现代专业人员。网络管理员通常负责网络设备的部署、配置、维护和监控。也可以是管理和處理網站的人。他们主要負責網站技術上的問題，有的时候还會管理秩序上的問題，包括存心破壞的用戶。网络管理员是在一个公司或组织的较高级别，而且一般不对用户提供技术支援。网络管理员的任务包括执行网络安全策略，保证网络安全，管理同一登录和安装网络设备和服务器。 相关角色包括网络专员或者专注于网络设计和安全的网络分析员。

## 论坛和百科網絡管理員

### 手段（常见）
- 删除留言
- 封禁帳戶
- 发出警告

### 手段（比较少用）
- 報警